# Chalco (Nebraska)
Chalco es un lugar designado por el censo ubicado en el condado de Sarpy en el estado estadounidense de Nebraska. En el Censo de 2010 tenía una población de 10994 habitantes y una densidad poblacional de 1.454,7 personas por km².

## Geografía
Chalco se encuentra ubicado en las coordenadas 41°10′51″N 96°7′55″O / 41.18083, -96.13194. Según la Oficina del Censo de los Estados Unidos, Chalco tiene una superficie total de 7.56 km², de la cual 7.56 km² corresponden a tierra firme y (0%) 0 km² es agua.

## Demografía
Según el censo de 2010, había 10994 personas residiendo en Chalco. La densidad de población era de 1.454,7 hab./km². De los 10994 habitantes, Chalco estaba compuesto por el 91.81% blancos, el 1.9% eran afroamericanos, el 0.35% eran amerindios, el 1.36% eran asiáticos, el 0.04% eran isleños del Pacífico, el 1.96% eran de otras razas y el 2.57% pertenecían a dos o más razas. Del total de la población el 5.28% eran hispanos o latinos de cualquier raza.